# Mauremys japonica
Mauremys japonica là một loài rùa trong họ Emydidae. Loài này được Temminck & Schlegel mô tả khoa học đầu tiên năm 1835.

## Hình ảnh

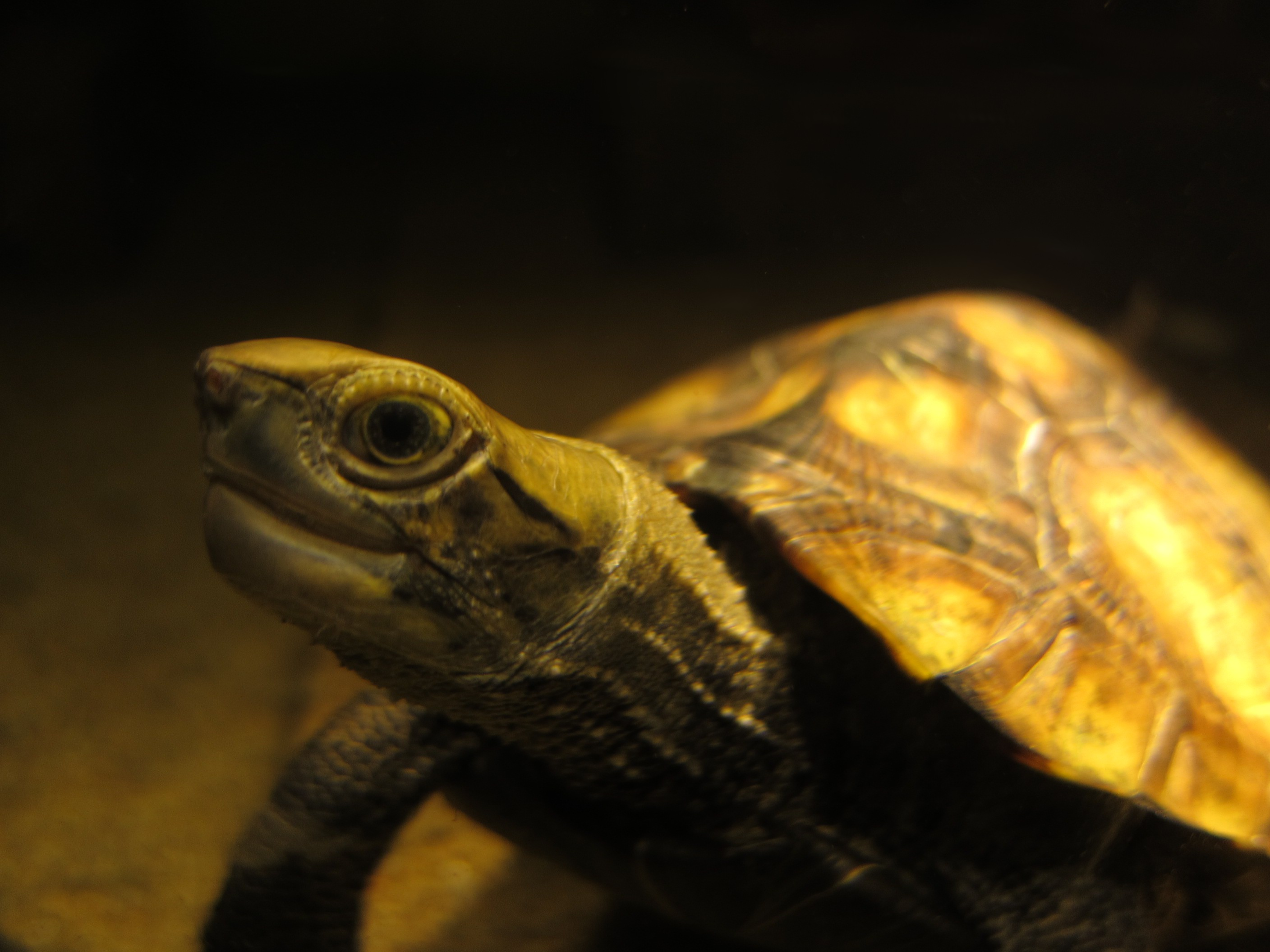
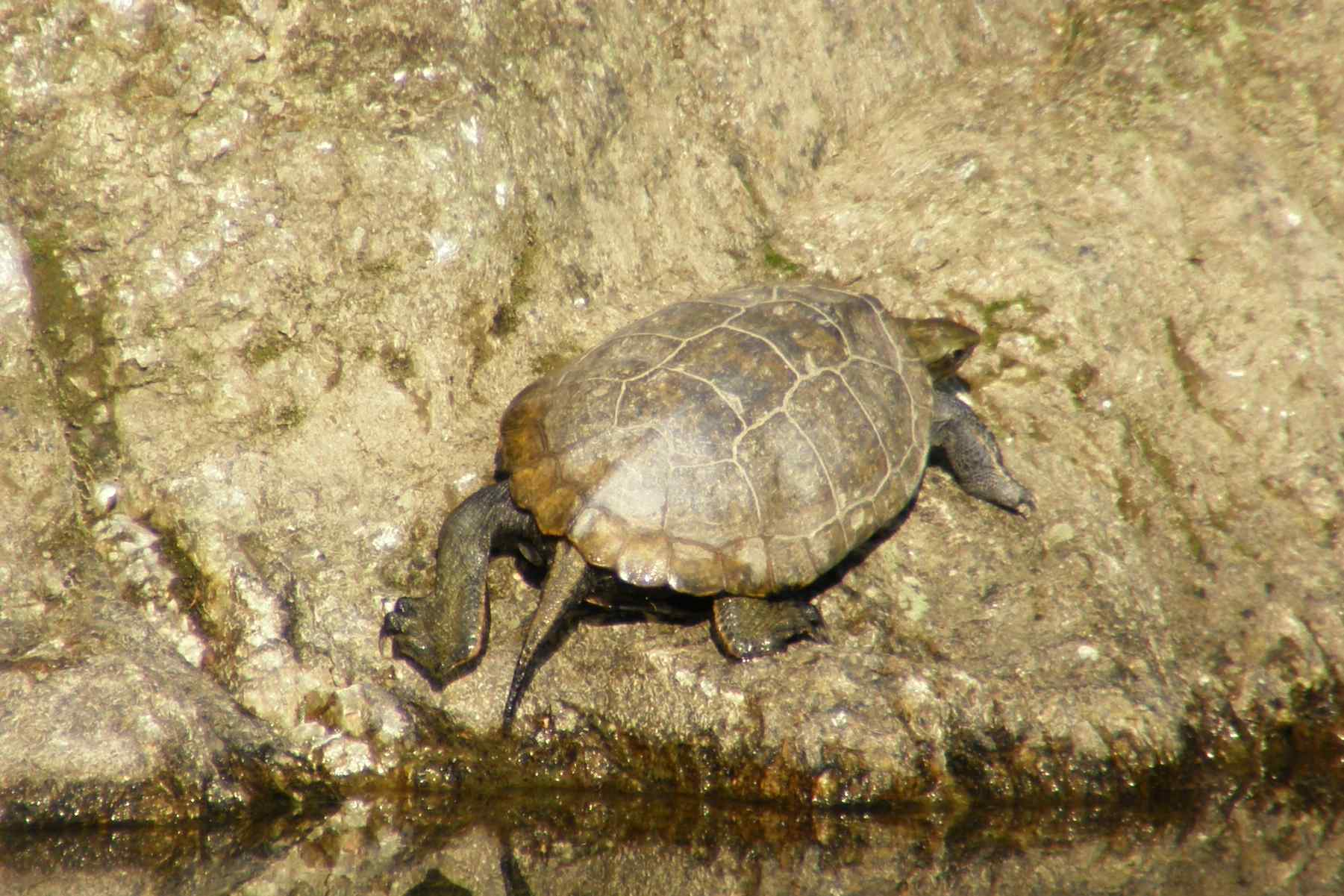
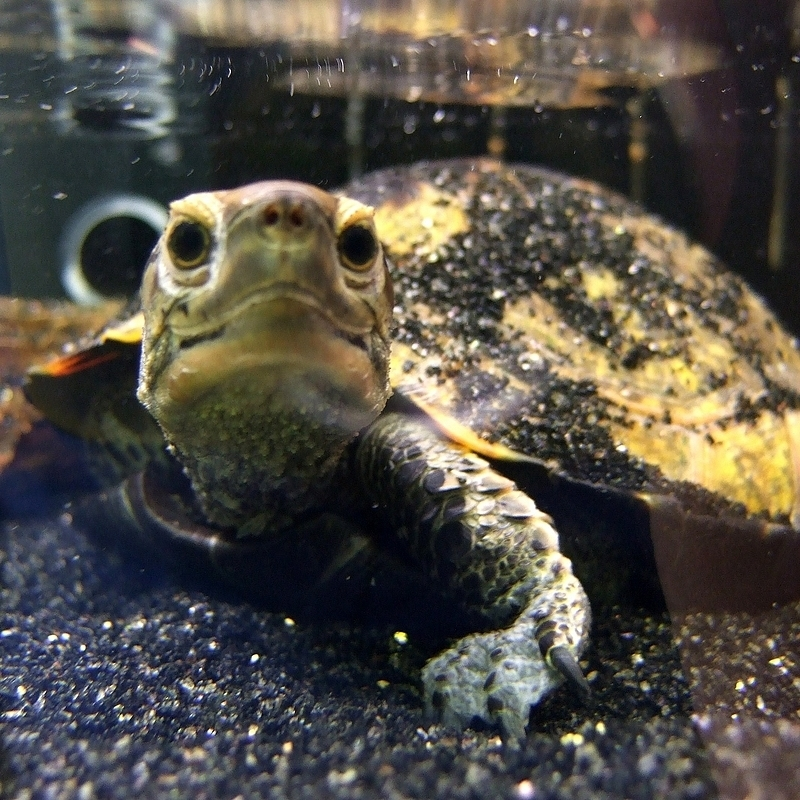